# Georg Schrötter (Archivar)
Georg Schrötter (* 24. Oktober 1870 in Lam; † 30. Dezember 1949 in Gräfelfing) war ein deutscher Archivar.

## Leben und Wirken
Nach seiner Reifeprüfung in Straubing im Jahre 1891 besuchte Georg Schrötter zunächst das Lyzeum in Regensburg und studierte dann von 1893 bis 1896 Geschichte, Historische Hilfswissenschaften und Kunstgeschichte an der Universität München. Dort promovierte er 1896 mit einer von dem Historiker Hermann von Grauert angeregten Arbeit. Ein Jahr später (1897) begann er seine Tätigkeit in Münchner Archiven (Reichsarchiv bzw. Geheimes Staatsarchiv). Von 1900 bis 1912 arbeitete er dann an Kreisarchiv Nürnberg (seit 1904 als Kreisarchivar und Vorstand), von 1912 bis 1916 am Kreisarchiv Neuburg a. d. Donau in der gleichen Funktion und schließlich von 1916 bis 1935 als Reichsarchivrat am Reichsarchiv München.
Schrötter veröffentlichte zahlreiche historische Arbeiten zur Geschichte Frankens und vor allem der Stadt Nürnberg.

## Schriften
- Dr. Martin Mair. Ein biographischer Beitrag zur Geschichte der politischen und kirchlichen Reformfrage des 15. Jahrhunderts. Wolf, München 1896 (Dissertation Universität München) (Digitalisat, mit Lebenslauf).
- Feuchtwangen im Dreissigjährigen Kriege. In: Jahresbericht des Historischen Vereins für Mittelfranken, Bd. 51 (1903), S. 45–56.
- Die Kirche der heil. Elisabeth in Nürnberg. Ehemalige Deutschordenskirche. Zur Erinnerung an ihren Ausbau u. ihre Wiedereröffnung am 6. Dez. 1903. Verl. d. kath. Kirchenverwalt. St. Elisabeth, Nürnberg 1903.
- Der Reichsfürstentitel der Bischöfe von Chiemsee. In: Theodor Bitterauf (Hrsg.): Festgabe Karl Theodor von Heigel zur Vollendung seines sechzigsten Lebensjahres. Haushalter, München 1903, S. 125–145.
- Stand der Geschichtsforschung in Franken. In: Korrespondenzblatt des Gesamtvereins der deutschen Geschichts- und Altertumsvereine, Jg. 1903, S. 153–161, 177–187 u. 216–224.
- Die letzten Jahre der Reichsstadt Nürnberg und ihr Übergang an Bayern. In: Mitteilungen des Vereins für Geschichte der Stadt Nürnberg, Bd. 17 (1905), S. 1–177.
- Johhann Philipp Palm. In: Historisch-politische Blätter für das katholische Deutschland, Bd. 138 (1906), H. 6, S. 413–434.
- Nürnbergs wirtschaftlicher und finanzieller Niedergang. In: Historisch-politische Blätter für das katholische Deutschland, Bd. 140 (1907), S. 337–357.
- Nürnbergs Bevölkerungszahl im 15. Jahrhundert. In: Historisch-politische Blätter für das katholische Deutschland, Bd. 142 (1908), S. 389–404.
- Die Nürnberger Malerakademie und Zeichenschule im Zusammenhang mit dem Kunstleben der Reichsstadt von der Mitte des 17. Jahrhunderts bis 1821 (= Neujahrsblätter / Gesellschaft für Fränkische Geschichte, Bd. 3). Stürtz, Würzburg 1908.
- Geschichte der Stadt Nürnberg. Koch, Nürnberg 1909.
- Das Deutschordenshaus in Nürnberg 1209–1500. In: Max Jansen (Hrsg.): Hermann Grauert zur Vollendung des 60. Lebensjahres. Herder, Freiburg 1910, S. 56–69.
- Geschichte des Dorfes Lam und des Lamertales (Bez.-Amt Kötzting) 1279–1803 (= Bibliothek für Volks- und Heimatkunde, Bd. 84). Frank, Kaufbeuren 1910.
- Festschrift zum 50jährigen Jubiläum des Kath. Gesellenvereins Nürnberg. Grohrock, Nürnberg 1911.
- Beiträge zur älteren Geschichte von Neuburg a. D. In: Altbayerische Monatsschrift, Bd. 12 (1913/14), H. 5/6, S. 128–152.
- Kurzgefaßter Führer durch die Stadt Neuburg a. D. Prechter, Neuburg a. D. 1915.
- Der Hopfenbau in Bayern. In: Das Bayerland, Bd. 35 (1924), S. 1–19.
- Eine Böhmerwald-Grenzkarte vom Jahre 1514. Die älteste bairische Karte. Institut für ostbairische Heimatforschung, Passau 1927.
- Johann Baptist Freiherr von Flachslanden. Ein Lebens- und Charakterbild aus Alt- und Neubayern. In: Das Bayerland, Bd. 38 (1927), S. 184–191.
- (Bearb.): Urkundenbuch der Benediktiner-Abtei St. Stephan in Würzburg. Bd. 2,1 u. 2,2 (= Veröffentlichungen der Gesellschaft für Fränkische Geschichte, Reihe 3, Bd. 2,1 u 2,2). Becker, Würzburg 1932.
- Stammtafel des Staatskanzlers Wiguläus F. A. Frhr. v. Kreittmayr (= Schriften des Bayerischen Landesvereins für Familienkunde, H. 16). Laßleben, München/Kallmünz 1941.